# Chiesa di Nostra Signora di Valverde
La chiesa di Nostra Signora di Valverde è un edificio religioso medievale ubicato originariamente al di fuori delle mura di Villa di Chiesa, oggi nella periferia di Iglesias.

## Storia e descrizione
Edificata durante la dominazione dei della Gherardesca, conti di Donoratico, (seconda metà del XIII secolo) ha subito importanti rifacimenti sul finire del XVI secolo.

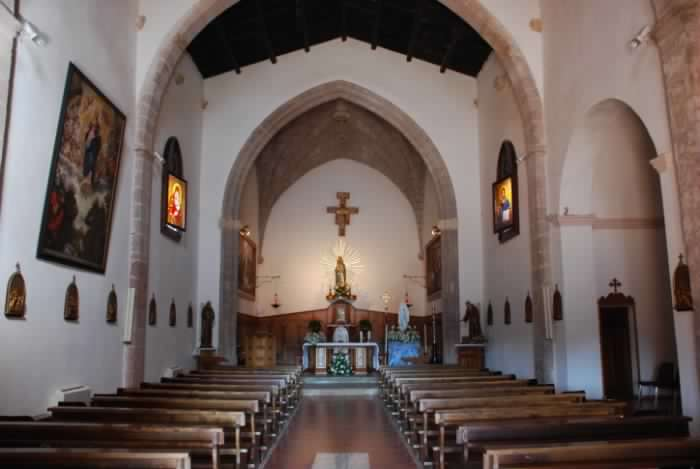
Interno

La chiesa sorse fuori dalle mura, quasi contemporaneamente alla Cattedrale, con la quale condivide affinità stilistiche e strutturali. Come quest’ultima, presenta un modello architettonico di matrice romanica su cui si innestano linee gotiche. Sulla facciata si sono susseguiti interventi conservativi e ricostruttivi fino al XX secolo. Realizzata in conci di trachite rosa è suddivisa in due ordini da una cornice orizzontale modanata. Internamente presenta un’aula a navata unica che in origine aveva copertura lignea più bassa; termina in un vasto ambiente presbiteriale di forma quadrangolare, coperto da una volta a crociera stellare con gemme pendule. La gemma centrale, più grande, raffigura la Madonna col Bambino.

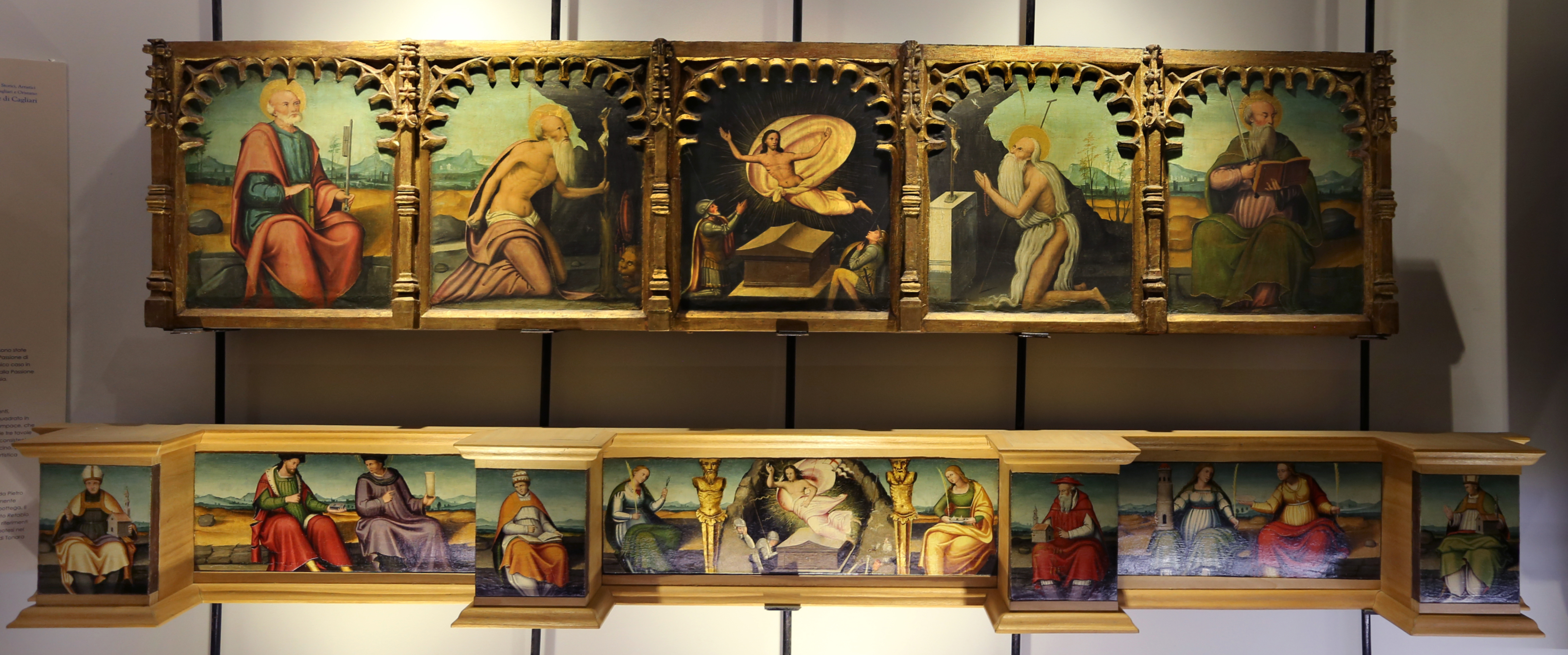
In basso, predella da Nostra Signora di Valverde di Antioco Mainas, Pinacoteca nazionale di Cagliari

Della struttura originaria si conserva la facciata in stile romanico (parte inferiore) e gotico (parte superiore) e parte delle mura perimetrali.